# Mutzigi erőd

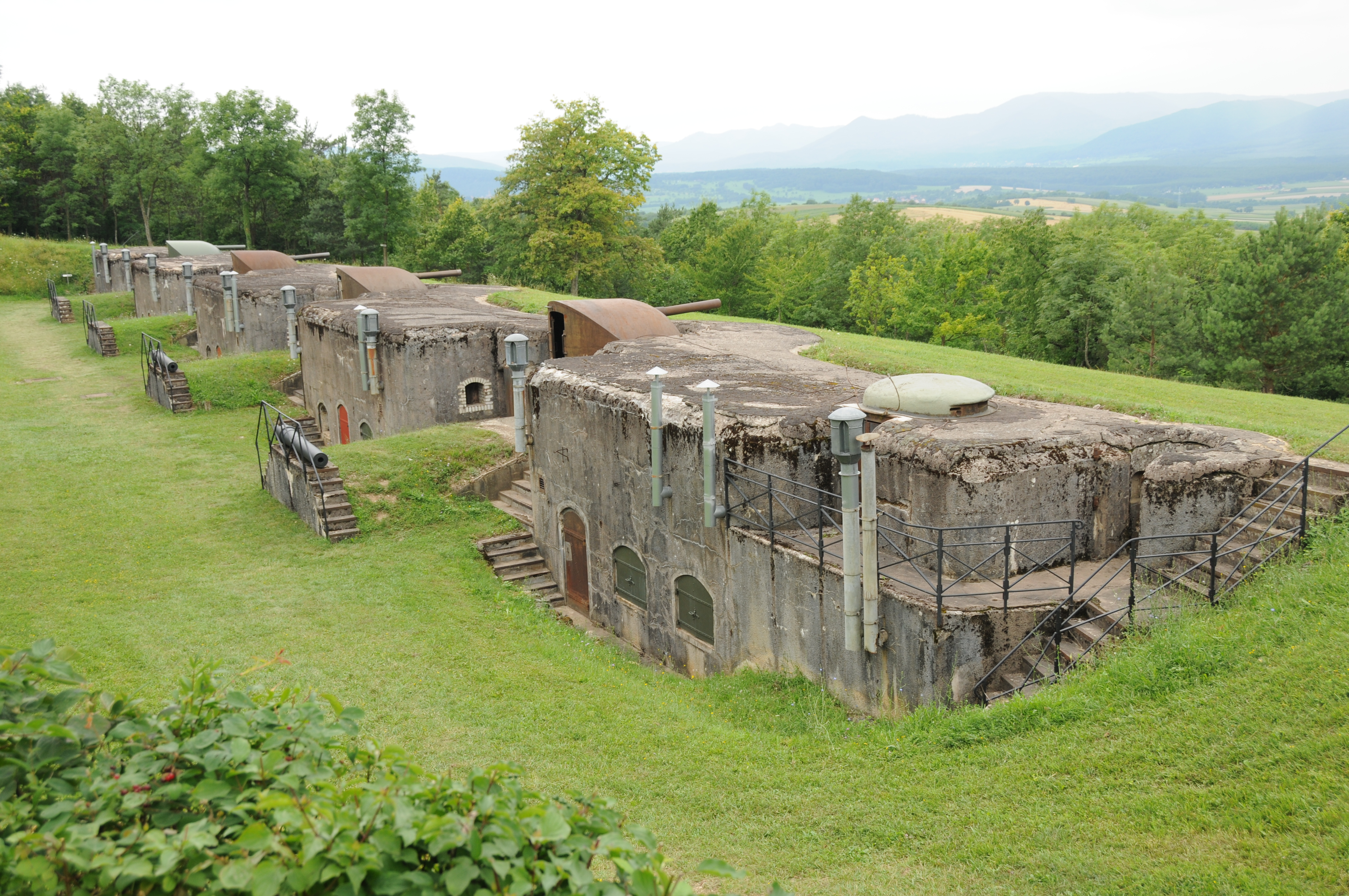

A mutzigi erőd a Franciaország északkeleti részén fekvő Mutzig közelében álló erőd. Egyike azoknak, melyeket Strasbourg védelme érdekében épített Németország a 19. század végén.

## Történelme
A mutzigi erőd annak az erődítmény hálózatnak a része, melyet Strasbourg és Metz köré épített Németország a porosz–francia háború után. A korábbi, 1872 és 1880 között épült erődök falai kőből vagy betonból készültek, melyek nem voltak ellenállóak a nagy erejű robbanószerekkel szemben. A mutzigi erőd építésénél új technológiát alkalmaztak.
A nyugati részét 1895-ben építették betonból, míg az 1893-as keleti részt kőből, melyet később betonnal fedtek be és erősítettek meg. Fegyveres megfigyelő pontokat és 150 mm-es tarackokat telepítettek, és ez az építmény volt az első olyan német erőd, mely saját generátorral rendelkezett. Emellett felszerelték egy Strasbourgba menő rádiókapcsolattal, gyalogosszállással és föld alatti lakhelyekkel. Építési költségeit 15 millió márkára becsülték.
Az erődben nem voltak jelentős harcok az első világháborúban, és sértetlenül adták át a francia hadseregnek az 1918-as fegyverszünet idején, kivéve a 150 mm-es fegyverzet felét, melyet a németek már 1917-ben kimentettek. A francia haderő a Rajna menti határ hátsó védelmi vonalának választotta az erődöt.
1940-ben a várost evakuálták, a németek lebombázták azt. A keleti erődben 1944 júniusában harcok folytak, amikor a szövetségesek elértek a Rajnához. 1947-ben az erődöt 50-75%-ban használhatónak ítélték.